# Сборная Эсватини по футболу (до 20 лет)
Сборная Эсватини по футболу до 20 лет — национальная команда, представляющая Эсватини в своей возрастной категории. Управляющей организацией является Национальная футбольная ассоциация Эсватини, имеющая членство в ФИФА, КАФ и КОСАФА. Футболисты из Эсватини в возрасте 20 лет и младше один раз участвовали в Кубке африканских наций и трижды становились бронзовыми призёрами чемпионата КОСАФА.

## История
Впервые сборная Свазиленда до 20 лет выступила на международном уровне в рамках первого раунда чемпионата Африки 1983 года, где уступила в первом матче Зимбабве (1:5), а накануне ответной игры команда снялась с соревнования. Вернулся в отборочный турнир Свазиленд в 1999 году, но сыграв в трёх квалификациях подряд вновь прекратил выступления вплоть до 2015 года. Впервые под названием Эсватини команда выступила в рамках отбора на Кубок африканских наций 2021 года.
На чемпионате КОСАФА Эсватини четыре раза завоёвывала бронзовые награды (1985, 1986, 1988, 1990).
По состоянию на 2024 год главным тренером команды являлся Мдудузи «Сихало» Нксумало.

## Результаты выступлений
| Кубок африканских наций (до 20 лет) | Кубок африканских наций (до 20 лет) | Кубок африканских наций (до 20 лет) | Кубок африканских наций (до 20 лет) | Кубок африканских наций (до 20 лет) |
| Год                                 | Результат                           |                                     | Год                                 | Результат                           |
| ----------------------------------- | ----------------------------------- | ----------------------------------- | ----------------------------------- | ----------------------------------- |
| 1979                                | не участвовала                      | 2003                                | не прошла квал.                     |                                     |
| 1981                                | не участвовала                      | 2005                                | не участвовала                      |                                     |
| 1983                                | первый раунд                        | 2007                                | не участвовала                      |                                     |
| 1985                                | не участвовала                      | 2009                                | не участвовала                      |                                     |
| 1987                                | не участвовала                      | 2011                                | не участвовала                      |                                     |
| 1989                                | не участвовала                      | 2013                                | не участвовала                      |                                     |
| 1991                                | не участвовала                      | 2015                                | не прошла квал.                     |                                     |
| 1993                                | не участвовала                      | 2017                                | не прошла квал.                     |                                     |
| 1995                                | не участвовала                      | 2019                                | не прошла квал.                     |                                     |
| 1997                                | не участвовала                      | 2021                                | не прошла квал.                     |                                     |
| 1999                                | не прошла квал.                     | 2023                                | не прошла квал.                     |                                     |
| 2001                                | не прошла квал.                     | 2025                                | не прошла квал.                     |                                     |